# Károly Szanyó
Károly Szanyó (10 de novembro de 1973) é um ex-futebolista profissional húngaro que atuava como atacante.

## Carreira
Károly Szanyó representou a Seleção Húngara de Futebol nas Olimpíadas de 1996.